# Luxemburg i olympiska sommarspelen 1980
Luxemburg deltog i de olympiska sommarspelen 1980 med en trupp bestående av 3 deltagare. Ingen av landets deltagare erövrade någon medalj.
De deltog inte i den av USA ledda bojkotten mot spelen, men visade sitt stöd genom att tävla under den olympiska flaggan istället för den egna flaggan.

## Bågskytte
Damernas individuella tävling
- Andre Braun - 2386 poäng (→ 16:e plats)

## Friidrott
Herrarnas 20 km gång
- Lucien Faber
  - Final — fullföljde inte (→ ingen placering)